# Onuci FM
 (juillet 2025).
Motif : aucune source depuis 2009. Notoriété ?
- Archive Wikiwix
- Bing
- Cairn
- DuckDuckGo
- E. Universalis
- Gallica
- Google
- G. Books
- G. News
- G. Scholar
- Persée
- Qwant
- (zh) Baidu
- (ru) Yandex
- (wd) trouver des œuvres sur Wikidata

| 1. | Préciser le motif de la pose du bandeau. | Précisez le motif de la pose du bandeau en utilisant la syntaxe suivante : {{admissibilité à vérifier\|date=juillet 2025\|motif=remplacez ce texte par le motif}}             |
| 2. | Informer les utilisateurs concernés.     | Pensez à avertir le créateur de l'article, par exemple, en insérant le code ci-dessous sur sa page de discussion : {{subst:avertissement admissibilité à vérifier\|Onuci FM}} |

Onuci FM est une radio ivoirienne née en pleine crise politico-militaire pour couvrir tant l'actualité nationale que les activités de l'ONUCI sur toute l'étendue du territoire. Elle est la 3e parmi les chaînes de radio les plus populaires, et émet sur plusieurs fréquences en français et dans cinq autres langues régionales. Elle émet pour la première fois le 15 août 2004 sous la direction de Sputnik Kilambi.

## Rôle dans la crise post-électorale de 2010-2011
Le 2 février 2011, une décision du Conseil national de la communication audiovisuelle rendue publique une semaine plus tard retire les fréquences nationales assignées à ONUCI FM.
Cette décision était une conséquence d'un communiqué du 18 décembre 2010 émis par le gouvernement Aké N'Gbo, demandant le départ immédiat du territoire ivoirien de l’ONUCI et dénonçant l’accord de siège qui lie cette organisation à l’État de Côte d'Ivoire depuis le 29 juin 2004.
L'ONU, opposée à Laurent Gbagbo dans le contexte de la crise ivoirienne de 2010-2011, ne reconnaîtra pas cette décision et continuera d'émettre. ONUCI FM devient ainsi temporairement une radio pirate jusqu'à la prise de pouvoir d'Alassane Ouattara.

## Fréquences
- Abidjan : 96 FM
- Abengourou : 94.7 FM
- Adzope : 96 FM
- Bangolo : 91.1 FM
- Bondoukou : 100.1 FM
- Bouaké : 95.3 FM
- Bouna : 102.8 FM
- Boundiali : 90 FM
- Dabakala : 93.9 FM
- Daloa : 91.4 FM
- Danane : 97.6 FM
- Daoukro : 94.7 FM
- Divo : 96 FM
- Duekoue : 91.1 FM
- Ferkessedougou : 104.4 FM
- Gagnoa : 91.4 FM
- Guiglo : 93.7 FM
- Man : 95.3 FM
- Korhogo : 95.3 FM
- San-Pédro : 106.3 FM
- Odienne : 101.1 FM
- Tabou : 95.3 FM
- Seguela : 101.8 FM
- Yamoussoukro : 94.4 FM
- Toulepleu : 93.7 FM
- Zuenoula : 95.3 FM